# Stadio di Tianhe
Lo stadio di Tianhe (in cinese 天河体育场S) è uno stadio di calcio sito a Canton, in Cina. Ospita le partite casalinghe del Guangzhou Evergrande e ha una capienza di 58 500 posti a sedere.

## Storia
La costruzione dello stadio iniziò il 4 luglio 1984 sul sito dove sorgeva l'Aeroporto di Canton-Tianhe. L'impianto aprì nell'agosto 1987, per i Giochi nazionali cinesi del 1987. Nel 1991 ospitò la finale del campionato mondiale femminile di calcio tenutosi in Cina, prima edizione del torneo. Dal 2011 ospita le partite casalinghe del Guangzhou Evergrande.
Nel 2010 ospitò le fasi finali del torneo di calcio dei Giochi asiatici. È stato sede di due finali dell'AFC Champions League, nel 2013 e nel 2015.